# 宋高僧傳
《宋高僧傳》，或稱《大宋高僧傳》，三十卷，宋代釋贊寧著。
大宋興國七年（982年）贊寧任右街副僧錄時，奉令回杭州編纂《大宋高僧傳》，撰成於端拱元年（988年），序称正传五三三人，附见一三O人，實則少於此數，前後歷時七年，宋太宗令僧錄司編入大藏經，賜絹三千匹。至道二年（996年），又重新整理。全書分为十科：〈译经〉三十二人（附见十二人）；〈义解〉七十二人（附见二十二人）；〈习禅〉一O三人（附见二十九人）；〈明律〉五十八人（附见十人）；〈护法〉一十八人（附见一人）；〈感通〉八十九人（附见二十三人）；〈遗身〉二十二人（附见二人）；〈读诵〉四十二人（附见八人）；〈兴福〉五十人（附见六人）；〈杂科〉四十五人（附见一十二人）。每篇之末有论，与《续高僧传》同。
本书最精彩者为〈习禅篇〉，〈习禅篇〉反映南顿北渐之争，是研究禅宗史的很好资料。《宋高僧傳》多用野史，常有怪诞之谈，如〈善无畏传〉载天宝年间北邙山巨蛇事，时善无畏早已逝世，乃誤引《宣室志》事。又載法藏参与玄奘译经，麟德元年（664）玄奘去世时，法藏才二十一岁。
《四库全书总目提要》谓︰“赞宁此书于武后时人皆系之周朝，殊乖史法。”又谓︰“本书所载，即托始于唐，而〈杂科篇〉中乃有刘宋、元魏时代两人，亦为未明限断。”